# Диюн, Анна Александровна
Анна Александровна Диюн (1 июня 1992) — российская футболистка, нападающая.

## Биография
В детстве занималась балетом. С 14-летнего возраста начала заниматься футболом и мини-футболом в командах Новосибирска, тренер — Анна Нипрелова. Вызывалась в расширенный состав молодёжной сборной России.
В 2010 году переехала в Красноярск, где стала выступать за мини-футбольные команды «Сибирячка-КГПУ» и СФУ, а позднее в большом футболе за «Енисей». Победительница (2014), серебряный (2012, 2013, 2015, 2016) и бронзовый (2011) призёр первого дивизиона России. С 2017 года выступала в высшей лиге, дебютный матч сыграла 18 апреля 2017 года против «Россиянки». Автором первого гола в высшей лиге стала 23 октября 2018 года в матче против ижевского «Торпедо».
Победительница IV Европейских студенческих игр (EUG-2018) в составе сборной Сибирского федерального университета.

## Личная жизнь
Сестра-близнец Анастасия тоже занимается футболом, играет на позиции защитника.